# ناصرالدین‌شاه و ۸۴ همسرش
ناصرالدین‌شاه و ۸۴ همسرش عنوان انیمیشنی است از کارگردان نروژی بیت پیترسن که در سال ۲۰۱۱ ساخته شد.

## درباره
این مستند بر پایه خود عکس‌های گرفته شده ناصرالدین شاه و تصاویر انیمیشنی ساخته شده‌است. موضوع این مستند حرم‌سرا، نفوذ و سلطه برخی زنان شاه، روابط ایران، تفریحات و فرهنگ دربار قاجاری و چالش‌های روابط کشورهای اروپایی با ایران است. در سال ۱۸۴۲ شاه از ملکه ویکتوریای بریتانیا یک دوربین عکاسی هدیه می‌گیرد که با این دوربین در سال‌های پادشاهیش عکس‌های بسیاری می‌گیرد. از این عکس‌ها در این انیمیشن استفاده زیادی شده‌است.

## دیگر امور فنی
- صدا: آرمین بهاری
- ویراستار: سارا شفیع‌پور

## نمایش در بی‌بی‌سی
این مستند در شهریور ۱۳۹۱ از شبکه بی‌بی‌سی و در برنامه آپارات به نمایش درآمد.